# Hypopyra contractipennis
Hypopyra contractipennis là một loài bướm đêm trong họ Erebidae.